# Revolución política
Revolución política  es aquella que se presenta cuando nuevas circunstancias económicas y sociales han comenzado a transformar la sociedad, las leyes e instituciones políticas tienden a frenar los cambios de La creencia que radica en que al conseguirse los cambios personales y estructuras políticas, las transformaciones económicas y sociales llegarán a un ritmo más acelerado y podrán desarrollarse por completo. Las revoluciones de 1830 y 1848 son buenos ejemplos de revoluciones políticas.
La característica más importante que posee es la no pretensión de transferir riquezas y/o propiedades de un grupo social a otro, generalmente quienes impulsan estas revoluciones ya cuentan con poder económico y lo que buscan es la abolición de restricción para aumentar su riqueza. Tienden a no ser sangrientas en términos relativos. En sus inicios la Revolución Francesa era fundamentalmente política
Las revoluciones políticas se contraponen a las revoluciones sociales que sí alteran las relaciones de propiedad. Lo que comienza como revolución política puede derivar, por poco tiempo, en revolución social
Revolución es una alteración absoluta de las estructuras establecidas en un orden social y político para ser sustituidas por otras distintas. Es la sustitución del orden social sobre el cual se basaba el anterior aparato político. Se considera que la situación está corrompida por completo y es imposible reformarla, por lo tanto la única solución es erradicarla en su totalidad y sustituirla por algo nuevo. 
En la esencia de la revolución no está la violencia, pero generalmente la acompaña variando de acuerdo a la fuerza y determinación relativa de los revolucionarios y grupos dominantes, como sucedió en la Revolución Francesa, la Rusa, la Mexicana, la China o la Cubana. 
La realidad política es la de un orden en movimiento, un llamado equilibrio de fuerzas. Cuando el orden no muestra capacidad para introducir los cambios que la tensión social exige, se presentara el fenómeno de la revolución.

## La primera revolución documentada de la historia
Después del reinado de Pepy II, faraón del Antiguo Egipto, durante el denominado "primer periodo intermedio de Egipto" (c. 2200 a. C.), se derrumba el viejo orden, quedando documentada la primera revolución de la historia en la narración llamada Lamentos de Ipuur:

## Momentos
1. Existencia de un momento prerrevolucionario provocado por una causa objetiva que aumenta la tensión entre los elementos conservadores y progresistas y sacude a la sociedad desde su base.
2. Conciencia clara de las fuerzas antagónicas del momento e importancia de la situación prerrevolucionaria y del papel y los objetivos que ellas deben defender y perseguir (conciencia subjetiva)
3. Existencia de una vanguardia organizada de las fuerzas antagónicas que está en la capacidad de elaborar estrategias, para al momento adecuado, dar el paso (aspecto organizativo), hacia la implantación de un nuevo orden.

## Fases revolucionarias
Primera fase: suele seguir la dirección de aquellos revolucionarios que hayan mostrado mayor actividad y presión a favor de los cambios en los años anteriores. Las masas tienen tendencia a movilizarse en apoyo de las demandas de esos revolucionarios
Segunda fase: si el descontento continua, se comienza a desarrollar una fase más radical. Las masas tienden a presionar para conseguir cambios más concretos a su favor y más independientes al plantear sus reivindicaciones. Surgen nuevos líderes y grupos revolucionarios que exigen ampliación y profundidad del proceso revolucionario. Los primeros líderes de la revolución comienzan a ser considerados conservadores y se sustituyen por más radicales, este cambio se puede llevar a cabo mediante pugnas. El propósito original en este punto se puede desviar hacia ámbitos que no habían deseado los revolucionarios que ayudaron a desencadenarla.
Tercera fase: el hecho que los revolucionarios continúen en el poder significa que deben ocuparse de los aspectos prácticos del gobierno. El idealismo y la energía que alimentaron las fases iniciales se van disipando. En esas circunstancias aparecerán líderes con mentalidad más administrativa para consolidar la revolución.